# Langessa nomophilalis
Langessa nomophilalis är en fjärilsart som beskrevs av Dyar 1906. Langessa nomophilalis ingår i släktet Langessa och familjen Crambidae. Inga underarter finns listade i Catalogue of Life.